# Distrito Escolar Independiente de North Forest

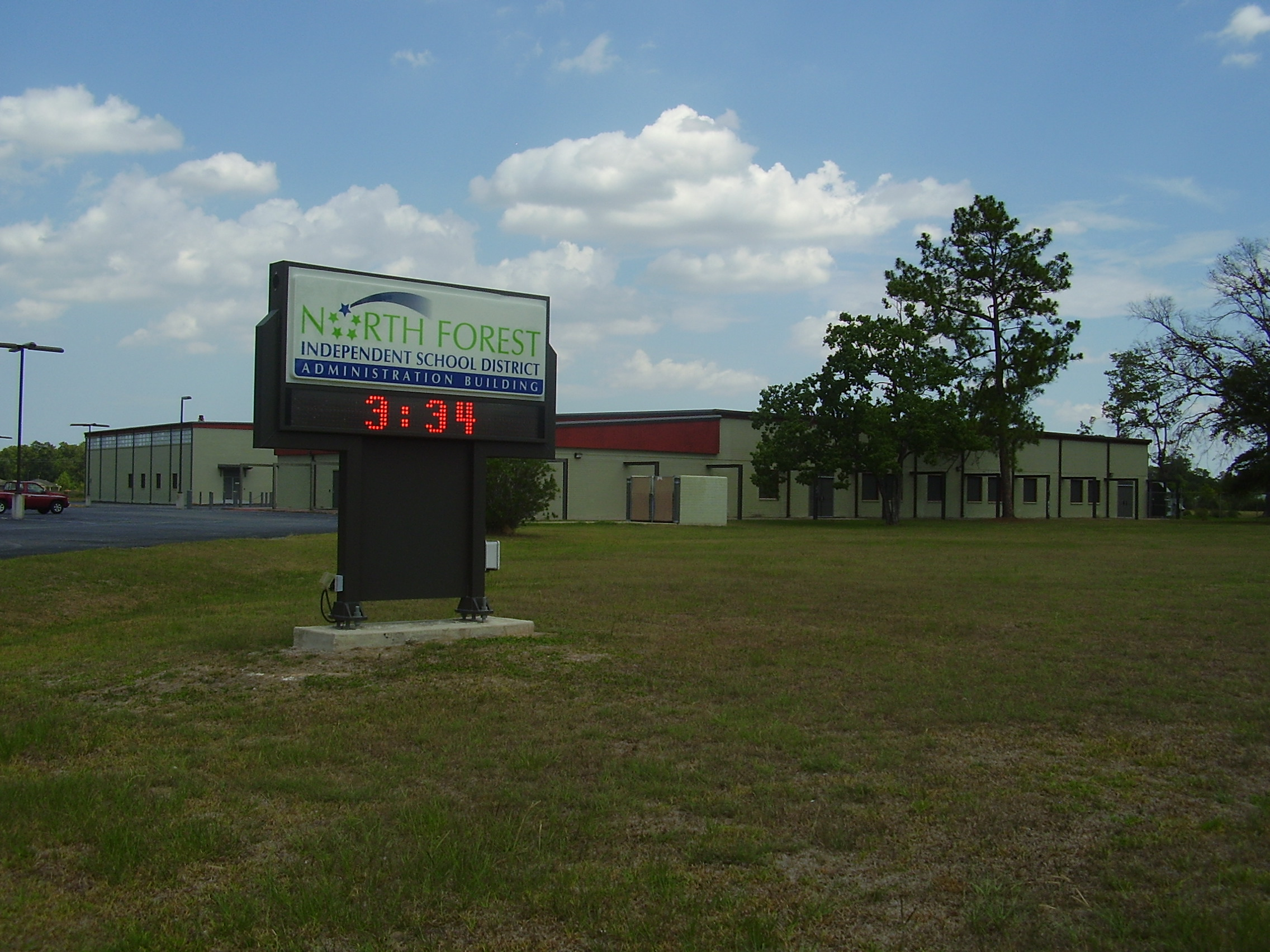
Edificio administrativo

El Distrito Escolar Independiente de North Forest (North Forest Independent School District, NFISD) era un distrito escolar de Texas. Tiene su sede en Houston.El consejo escolar del distrito tiene un presidente, un vicepresidente, un secretario, un vicesecretario y tres miembros. NFISD, en el noreste del Condado de Harris, gestiona una escuela Pre-K, cinco escuelas primarias, dos escuelas medias y una escuela preparatoria. Tiene aproximadamente 7.600 estudiantes.
La Agencia de Educación de Texas (TEA) quiso cerrar NFISD en 2012.El 28 de junio de 2013, la Corte Suprema de Texas (Supreme Court of Texas) se negó a intervenir en el cierre del NFISD. El primero de junio de 2013 es la fecha del cierre de NFISD.Ahora, el Distrito Escolar Independiente de Houston tiene el área del NFISD.

## Escuelas
Escuelas preparatorias:

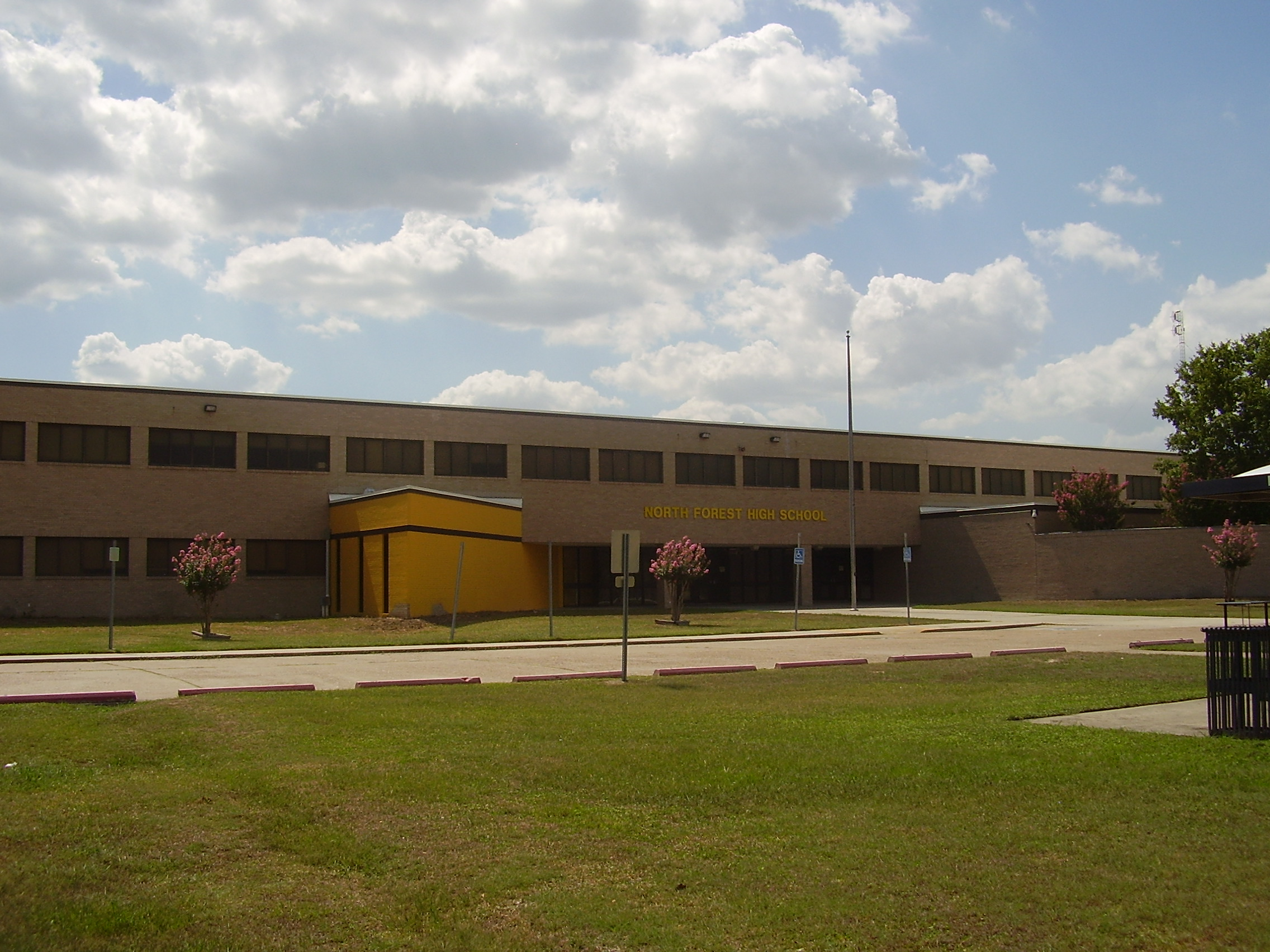
Escuela Secundaria North Forest

- Escuela Secundaria North Forest (North Forest High School)
- W. G. Smiley Career and Technology Center

Escuelas medias:
- B. C. Elmore Middle School
- Forest Brook Middle School

Escuelas primarias:
- Fonwood Elementary School
- A. G. Hilliard Elementary School
- Lakewood Elementary School
- W. E. Rogers Elementary School
- Shadydale Elementary School
- Thurgood Marshall Elementary School

Escuelas alternativas:
- Learning Academy